# Larrunarri
El Larrunarri, també conegut com a Txindoki, Ñañarri o fins i tot el Cervino Basc, és una muntanya de la Serra d'Aralar, situada al municipi d'Amezketa, regió de Goierri, Guipúscoa, Euskal Herria. Aquesta muntanya, de 1342 metres d'alçada, és una de les més altes i possiblement la més emblemàtica de la Serra d'Aralar (tot i que la més alta és el Intzako Dorrea, amb 1431 metres), i és molt popular entre els excursionistes. Es considera una de les residències de la deessa basca Mari, que té altres habitatges a altres muntanyes com Gorbeia, Anboto, Murumendi o Aketegi. El nom més correcte és Larrunarri, si bé en els darrers anys el topònim Txindoki s'ha anat fent més popular, tot i que no es considera correcte perquè originalment es refereix a la cabana de pastor més propera al cim, i no pas a la muntanya.
Les principals rutes d'ascensió a la muntanya són: Desde l'ermita de Larraitz, situada en un barri perifèric d'Abaltzisketa (2 hores) i des d'Amezketa (2 hores 30 minuts). També existeixen rutes més alpines, que requereixen escalar, com la cara nord o la cresta occidental. La primera ascensió per la cresta occidental es va realitzar l'any 1951 per J.M. Peciña, J. Arrate i A.S. Basagoitia.
Al peu del Larrunarri s'hi troba l'ermita de Nuestra Señora de los Remedios de Larraitz. Aquest edifici, construït el segle xviii, allotja una talla gòtica de la Verge Maria que és molt venerada pels habitants de la zona. L'any 1970, coincidint amb la restauració i ampliació de l'ermita, la verge original, que podria ser d'entre l'any 1630 i 1650, va ser traslladada a l'església d'Abaltzisketa i es va substituir per l'actual.